# Dodonaea dodecandra
Dodonaea dodecandra (Domin) M.G.Harr. är en kinesträdsväxt.
Dodonaea dodecandra ingår i släktet Dodonaea och familjen kinesträdsväxter.
Inga underarter finns listade i Catalogue of Life.

## Habitat
Queensland

## Etymologi
- Familjeenamnet Sapindaceae kommer av latin sapo = tvål p.g.a. att växten innehåller saponin, ett ämne som i vattenlösning skummar som tvål-lödder.
- Släktnamnet Dodonaea är myntat av Philip Miller till ära av den flamländske botanikern Rembert Dodoens.